# Lista personajelor din Hannah Montana
Lista personajelor din Hannah Montana includ personajele care apar în serialul de pe Disney Channel, Hannah Montana, cât și în filmul Hannah Montana: Filmul. Majoritatea personajelor sunt imaginare, în afară de starurile care apar ca ele însuși. Alții, ca mătușa Dolly, este la granița dintre imaginar și real.

## Personajele principale
- Miley Stewart (Miley Cyrus) este personajul central, care mai este numit și Hannah Montana care este o vedetă pop.
- Robby Stewart (Billy Ray Cyrus) este tatăl lui Miley.
- Jackson Stewart (Jason Earles) este fratele mai mare al lui Miley.
- Lilly Truscott (Emily Osment) este cea mai bună prietenă a lui Miley.
- Oliver Oken (Mitchel Musso) este un alt cel mai bun prieten al lui Miley.
- Rico Suave (Moises Arias) este șeful lui Jackson și câteodată prietenul lui, dar și colegul de clasă al lui Miley, Oliver și Lilly.

## Personaje secundare

### Amber și Ashley
Amber Addison (Shanica Knowles) și Ashley DeWitt (Anna Maria Perez de Taglé) sunt colegile de clasă rele ale lui Miley și Lilly, dar și rivalele lor. Sunt genul de fete dive, foarte populare și care au părinții foarte bogați. Amber și Ashley sunt fane ironice a lui Hannah Montana, arătând disprețul pentru Miley. Fetele apar prima oară în episodul pilot și au apărut în total în 12 episoade, iar în sezonul trei au apărut numai o dată.
Amber pare să fie mai competentă decât Ashley, care o se ține mereu după ea. Amber este editorul revistei anuale a școlii, o bună cântăreață, și prima din clasă care a obținut permisul de conducere. Amber se descurcă la fel de bine și la școală, dar câteodată a fost demonstrat că Ashley de multe ori copie la teste. Amândouă încearcă să concureze pentru majoreta șefă, dar eșuează. Ashley crede că nu a fost aleasă deoarece este "prea drăguță". Ele își bat joc de Miley și Lilly, punându-le ultimele pe lista rataților, ele fiind pe lista celor mai cool persoane, lista lor anuale cu colegii lor de clasă după cum văd ele ca fiind "cool".
În episodul "Idolul, O Parte Din Mine" Miley împreună cu Lilly încearcă să o facă de rușine pe Amber la o emisiune live, crezând că merita. Miley (ca Hannah) are prima conversație onestă cu Amber în culise și află că ea când a fost mică, era batjocorită. Miley începe să îi pară rău pentru ea, și promite că va fi o persoană mai bună.
În episodul "Achey Jakey Heart", Amber și Ashley încearcă să devină prietene cu Miley și Lilly după ce află că Miley se întâlnește cu Jake Ryan. Asta o face pe Miley să se gândească de ce mai ține secretul Hannah, însă Amber și Ashley voia să fie prietenă cu ea doar pentru motive egoiste.
Când Amber și Ashley spun același lucru în același timp, ele spun împreună "Oooo, tsss!" și își ating degetele arătătoare. Acest gest devine semnătura lor și o sursă de enervare pentru Miley și Lilly. La sfârșitul episodului pilot, Miley și Lilly fac gestul lor în glumă. Miley voia să ia și ea acest geat, însă Lilly nu acceptă, și decid să facă doar o strângere de mâini prietenească. În episodul "Este o lume a manechinelor", Roxy face acest semn cu Robby, dar refuză.
Amber și Ashley apar în episoadele "Lilly, vrei să știi un secret?", "Mascota Dragostei", "Ooo, Ooo, Femeie Însoțită de mâncărime", "Un Nou Copil În Școală", "Al Naibii de Bună,Doamnă Dolly", "Idolul, O Parte Din Mine", "Ești așa de Capabil Cu Mine", "Achey Jakey Heart", "Când Visezi Să Fii Un Star", 	"Cântecul Sună Rău", "Fără Zahăr, Dragă" și "Pe Locuri, Fi Gata, Nu Conduce".

#### Cooper
Cooper (André Jamal Kinney) numit și Coop, este prietenul cel mai bun al lui Jackson care apare în sezonul unu și în sezonul doi sunt văzuți deseori umblând împreună. Cooper nu a făcut o apariție în afară în sezonul unu, el este menționat, ei doar petrecând timpul împreună. Cooper joacă rolul băiatului cu capul pe pământ în ideile lui Jackson. El lucrează într-un cinema numit "Nick's Fat City". Lui îi plac cocktailurile Shirley Temple, numindu-le "delicioase și răcoritoare". El iubește în secret să facă prăjituri, el ținând secretul deoarece crede că este o activitate de fete.
Cooper are o soră mai mică pe nume Olivia (Rae'Ven Larrymore Kelly) care este studentă la Coasta de Est. În episodul "Nu Te Pot să te fac sa o iubești pe Hannah, Dacă Nu Vrei", Olivia vizitează Malibu în vacanță unde îl întâlnește Jackson. Ea acceptă să iasă cu Jackson înainte ca el să afle că e sora lui Cooper. Incidentul cauzează o ceartă între Jackson și Cooper. Ei sunt apoi iar prieteni, după ce realizează că a fost vina lui Olivia.
Cooper apare în episoadele "Miley și guma de mestecat", "Ea e o super spioană", "Nu Te Pot să te fac sa o iubești pe Hannah, Dacă Nu Vrei", "Este o lume a manechinelor" și "Bani Pentru Nimic, Vinovăție Pe Gratis". Cooper este menționat, dar nevăzut în episoadele "Iubitul Meu Jackson și O Să Aibă Probleme" și "Un Elan Rău Se Înalță" unde Jackson plănuiește să iasă în oraș. În "Îi Dai Mâncării Un Nume Rău" Jackson spune că a trebuiz să lipsească la petrecerea lui Coop deoarece bunica lor a venit în vizită.

### Dl. Donzig
Albert Donzig (Paul Vogt și Peter Allen Vogt) este vecinul avut, obez și grețos al familiei Stewart care are o rivalitate pentru Robby și Jackson.
El nu poate să îi suporte pe familia Stewart, spunând "Urăsc vecinii! De aceea am un gard mare!". El îi ceartă pe cei doi deoarece frunzele din curtea lor îi cade lui în piscină. El râde de noua mașină folosită a lui Jackson. Soția sa a avut odată o mașină la fel ca a lui Jackson numai că a dat-o deoarece era prea "de fetițe". Dl. Donzig îi păcălește pe Stewart într-o competiție în care să vadă cine face casa cea mai de speriat de Halloween, el vroind doar să atragă mai mulți copii la casa lui. Acest plan în curs, îi eșuează. El se folosește de generozitatea familie Stewart, rugându-se să aibă grijă de nepoata sa de opt ani Patty  (Savannah Stehlin). Patty devine centrul unui pariu dintre Jackson și Miley în episodul "Un Elan Rău Se Înalță".
Donzig este elev de onoare a facultății (imaginare) Universitatea de Stat Santa Barbara. Pentru a scrie o scrisoare de recomandare în care să susțină notele lui Jackson, el îi pune lui Jackson o condiție să îi îndeplinească toate lucrurile pe care le vrea.
Donzig este singurul personaj din Hannah Montana care este jucat de doi actori separați. Paul Vogt a debutat în rol în episodul "Miley și Guma de Mestecat", și fratele lui geamăn, Peter Allen Vogt, a debutat din episoadele "Diferența dintre două Hannah", "Idolul, O Parte Din Mine", "Un Elan Rău Se Înalță" și "Omoară-mă Delicat Cu Înălțimea Lui". Paul se întoarce în episodul "Omoară-mă Delicat Cu Înălțimea Lui" în rolul surorii lui Donzig, care este un mare fan Robbie Ray. Donzing are și o verișoară pe nume Francesca (Lisa Rinna) care este și ea un fan Robbie Ray.

### Susan Stewart
Susan B. Stewart (Brooke Shields) a fost soția lui Robby și mama lui Miley și Jackson. Ea a murit în urmă cu trei ani în sezonul unu, dar este menționată de multe ori și apare în pozele familiei. Ea apare ca persoană în trei episoade în scene din videoclipuri vechi și secvențe din vise. Acestea sunt: "Sunt Hannah, Ascultă-mi Croncănitul", "Felul În Care Aproape Nu Am Fost" și "El Putea Să Fie Alesul". Ea spune de multe ori "nu-ți face griji plăcințică, totul va fi bine".
Ei sunt amândoi din Tennessee, Robby a întâlnit-o prima oară pe Susan pe coasta de vest într-o cafenea pe autostrada Interstate 10. Susan lucra ca o chelneriță la cafenea în zilele de colegiu, iar Robby a vizitat cafeneaua în drum spre Nashville. Robby spunea că s-a îndrăgostit imediat de Susan și știa că Susan l-a iubit la fel deoarece râdea la toate glumele lui. Cu toate acestea, Robby când a întrebat-o pe Susan dacă iese cu el, ea deja avea pe cineva. Cu puțină încurajare de la Mătușa Dolly, Robby a insistat și până la urmă Susan a ieșit cu el. Robby îi spune lui Oliver că prima oară când a vorbit cu Susan el a spus "Meu Robby numele este bună".
Susan a fost un părinte care se implica, dar era mult mai strictă decât Robby și nu îi lăsa pe copii ei să mănânce zahăr înainte să se culce deoarece visau coșmaruri, după cum se vede în episodul "Sunt Hannah, Ascultă-mi Croncănitul". Ea era o cumpărătoare experimentată și Miley își amintește că avea gusturi bune la haine. Robby își amintește că atunci când el și Susan au ieșit la cumpărături, singurul lucru pe care l-a făcut a fost să care bagajele.
Susan a murit la vârsta de 33 de ani, când Miley avea 12 ani, din cauza unei boli incurabile. Lupta familiei cu moartea sa este văzută prima oară în episodul "Ea e o super spioană", atunci când Miley reacționează urât când îl vede pe Robby că se întâlnește cu altă femeie. Miley visează la întâlnirea cu ea în episodul "Sunt Hannah, Ascultă-mi Croncănitul" deoarece ei îi era frică să își piardă vocea. Susan o liniștește pe Miley și o învață că dacă nu mai e Hannah Montana, doar Miley tot va fi preferată. În "El Putea Să Fie Alesul", Robby îi arată lui Miley un videoclip cu Susan care a fost preînregistrat, anticipând un viitor personal al lui Miley cu care va trebui să se lupte. În videoclip, Susan îi spune lui Miley să își asculte inima. În episodul "Fata Super(stițioasă)", aflăm că Susan i-a dat lui Miley un pandantiv special pe care scrie "Dream". Brățara este pierdută de Miley într-un concert Hannah, dar este găsit de London Tipton pe SS Tipton, care îl aruncă după ce Miley îi spune că are diamante false. Susan (12 aprilie 1969 - 26 decembrie 2004).
Robby recunoaște că îi e dor de Susan, iar când a murit nu realiza ca va trebui să aibă grijă de copii singur. Dar el crede că ea este prezentă mereu cu el. În episodul 	"Ce Nu Îmi Place La Tine", Jackson se hotărăște să mintă ca să intre la colegiu. Robby este dezamăgit, dar ca să îl oprească îi arată o poză cu Susan și îi spune că nu va fi mândră de el, ceea ce îl face pe Jackson să spună adevărul. În episodul pilot, Robby îi spune lui Miley că Susan este mândră de concertul său în Los Angeles.